# Treat
Treat – miasto w północnej Algierii, w prowincji Annaba.